# Porphyrio flavirostris
Porphyrio flavirostris là một loài chim trong họ Rallidae.